# Bataille de Sekigahara
Guerres féodales japonaises
La bataille de Sekigahara (関ヶ原の戦い, Sekigahara no tatakai), qui s'est déroulée les 20 et 21 octobre 1600, est un événement majeur de l'histoire du Japon. Elle marque la fin de l'époque Sengoku et le début de l'époque d'Edo. Elle est d'ailleurs surnommée « Tenka wakeme no kassen » (天下分け目の合戦, « la bataille qui décida de l'avenir du pays »). Cet affrontement ouvrit le chemin vers le shogunat à Tokugawa Ieyasu. Bien qu'il ait fallu à Tokugawa trois ans de plus pour consolider sa position au pouvoir contre le clan Toyotomi et les daimyos, la bataille de Sekigahara est généralement considérée comme le début non officiel du shogunat Tokugawa.
À Sekigahara, dans l'actuelle préfecture de Gifu, les forces de Tokugawa Ieyasu combattirent celles d'Ishida Mitsunari, loyales au fils et héritier de Toyotomi Hideyoshi, Hideyori. Le cours de la bataille changea lorsque Kobayakawa Hideaki, allié à Ishida, trahit ce dernier en plein combat. Bien qu'au début Kobayakawa se soit contenté de rester aux limites de la zone de combats sans prendre part à la bataille, il finit par passer dans le camp Tokugawa. Cette trahison conduisit à la victoire décisive d'Ieyasu et à la fin du go-tairō (Conseil des cinq Anciens).

## Contexte
Bien que Hideyoshi Toyotomi ait unifié le Japon et consolidé son pouvoir, sa tentative avortée d'invasion de la Corée avait significativement affaibli le pouvoir de son clan et de ses soutiens. La présence de Hideyoshi et de son frère Hidenaga avait empêché les deux camps d'aller plus loin que la querelle, mais après leur mort, les rivalités se sont exacerbées pour déboucher sur une franche hostilité. Le clan Toyotomi étant connu pour être d'origine paysanne, ni Hideyoshi ni aucun membre de sa famille ne pouvait prétendre au titre de shogun. Plus tard, la mort de Maeda Toshiie effacera les derniers liens entre les deux factions.
Or Katô Kiyomasa et Fukushima Masanori critiquaient ouvertement les bureaucrates, tout spécialement Konishi Yukinaga et Ishida Mitsunari. Tokugawa Ieyasu tira avantage de cette situation et les recruta, redirigeant l'animosité pour affaiblir le clan Toyotomi.

## Déroulement
La bataille opposa le daimyo d'Edo Tokugawa Ieyasu et ses alliés, les clans Fukushima Masanori, Kuroda Nagamasa, Matsudaira Tadayoshi, Ii Naomasa et Ikeda Terumasa, à Ishida Mitsunari et ses alliés, les clans Konishi Yukinaga, Ankokuji Ekei, Kobayakawa Hideaki (Kohayagawa), Mōri Hidemoto, Hideie Ukita, Shimazu Yoshihiro, ainsi que le célèbre rōnin Miyamoto Musashi.
La bataille, commencée dans le brouillard, fut assez courte, durant environ six heures. Les troupes de l'armée d'Ishida se positionnèrent sur les hauteurs autour de l'armée Tokugawa. La veille, le général Shimazu Yoshihiro avait voulu lancer une attaque en fin de journée, mais l'idée avait été rejetée par Ishida car elle lui avait paru lâche. Les troupes d'Ishida prirent position en croissant sur les hauteurs autour de l'armée de Tokugawa. Par ailleurs, Ishida attendait l'implication des Mōri, positionnés sur les arrières de l'armée de l'Est. La bataille s'ouvrit en matinée, par une charge des Tokugawa, ses troupes étaient en infériorité numérique et leur position moins dominante. Ce fut un échec, l'armée de Tokugawa subit de lourdes pertes.
Mais avant la bataille, Ieyasu avait fait saisir les dix-huit canons du navire hollandais le Liefde, dont les boulets, selon un observateur espagnol, se mirent à pleuvoir sur les rangs ennemis durant la bataille. Malgré ce déploiement d'artillerie, c'est la défection du clan Kobayakawa en faveur de Tokugawa Ieyasu qui fit basculer la bataille dans l'après-midi. Kobayakawa Hideaki allait trahir Ishida dans la journée, hésita au premier revers de Tokugawa, mais  décida finalement de trahir les Toyotomi vers le milieu de la journée et chargea vers les positions d'Otani. Ishida ordonna la curée. Toutefois, Shimazu refusa de participer à l'assaut, furieux que son idée de la veille ait été rejetée, Kobayakawa ayant trahi, et les Mōri ne participant toujours pas, l'assaut d'Ishida fut brisé. À la suite de Kobayakawa, d'autres seigneurs de l'armée de l'Ouest décidèrent de changer de camp, ce qui accéléra la déroute de l'armée d'Ishida et la victoire finale de Tokugawa Ieyasu. Ainsi, bien que celui-ci ait engagé la bataille en étant en infériorité numérique, il parvient à renverser la situation.

## Bilan
Cette bataille fut décisive pour établir la domination des Tokugawa sur le Japon. Les principales forces féodales s'opposant à l'ascension des Tokugawa sont désormais vaincues. Cette bataille marque le début d'une époque de stabilité relative (époque d'Edo) qui durera jusqu'à la restauration de Meiji en 1868.

## Liste des commandants
Les noms mentionnés ci-dessous le sont dans l'ordre traditionnel (nom de famille suivi du prénom).

### Armée de l'Est (aux côtés des Tokugawa)
- Tokugawa Ieyasu : 30 000 hommes
- Maeda Toshinaga
- Date Masamune
- Katō Kiyomasa : 3 000 hommes
- Fukushima Masanori : 6 000 hommes
- Hosokawa Tadaoki : 5 000 hommes
- Asano Yoshinaga : 6 510 hommes
- Ikeda Terumasa : 4 560 hommes
- Kuroda Nagamasa : 5 400 hommes
- Katō Yoshiaki : 3 000 hommes
- Tanaka Yoshimasa : 3 000 hommes
- Tōdō Takatora : 2 490 hommes
- Mogami Yoshiaki
- Yamauchi Kazutoyo : 2 058 hommes
- Hachisuka Yoshishige
- Honda Tadakatsu : 500 hommes
- Terazawa Hirotaka : 2 400 hommes
- Ikoma Kazumasa : 1 830 hommes
- Ii Naomasa : 3 600 hommes
- Matsudaira Tadayoshi : 3 000 hommes
- Oda Nagamasu : 450 hommes
- Tsutsui Sadatsugu : 2 850 hommes
- Kanamori Nagachika : 1 140 hommes
- Tomita Nobutaka
- Furuta Shigekatsu : 1 200 hommes
- Wakebe Mitsuyoshi
- Horio Tadauji
- Nakamura Kazutada
- Toyouji Arima : 900 hommes
- Sanada Nobuyuki
  - Total : 87 988

### Armée de l'Ouest (aux côtés des Ishida)
- Mōri Terumoto (officiellement à la tête de l'alliance, mais absent des combats) : 15 000 hommes
- Uesugi Kagakatsu
- Ukita Hideie : 17 000 hommes
- Shimazu Yoshihiro : 1 500 hommes
- Kobayakawa Hideaki : 15 600 hommes
- Ishida Mitsunari (véritablement à la tête de l'alliance) : 4 000 hommes
- Konishi Yukinaga : 4 000 hommes
- Mashita Nagamori
- Ogawa Suketada : 2 100 hommes
- Ōtani Yoshitsugu : 600 hommes
- Wakizaka Yasuharu : 990 hommes
- Ankokuji Ekei : 1 800 hommes
- Shima Sakon : 1 000 hommes
- Satake Yoshinobu
- Oda Hidenobu
- Chōsokabe Morichika : 6 600 hommes
- Kutsuki Mototsuna : 600 hommes
- Akaza Naoyasu : 600 hommes
- Kikkawa Hiroie : 3 000 hommes
- Natsuka Masaie : 1 500 hommes
- Mōri Hidemoto : 15 000 hommes
- Toda Katsushige : 1 500 hommes
- Sanada Masayuki, ainsi que son fils Sanada Yukimura
- Miyamoto Musashi (Shinmen Bennosuke)
- Onamihime
  - Total : 89 890

### Filmographie
- "Sekigahara, la bataille des samouraïs"  épisode issue de la saison 1 de la série Points de repères diffusé sur Arte le 23 octobre 2016.
- Sekigahara, film de 2017.